# Anemia drepanocitica
L'anemia drepanocitica (dal greco δρέπανον, «falce»), o anemia falciforme, è una malattia del sangue su base genetica/ereditaria, in cui i globuli rossi circolanti, in condizioni di bassa tensione di ossigeno o di circolazione lungo i capillari, assumono una forma irregolarmente cilindrica, spesso ricurva, che, allo striscio di sangue periferico, assomiglia a una mezzaluna o una falce.
Questa patologia è dovuta alla presenza di un gene sito a livello del cromosoma 11 che si manifesta in forma recessiva su entrambi gli alleli. L'anemia falciforme è dunque una malattia autosomica recessiva ed è caratterizzata dalla produzione di emoglobine patologiche, tra cui la più comune è la forma HbS (dall'inglese sickle, falce) che, per le sue caratteristiche chimiche, tende a precipitare e a conferire all'eritrocita la tipica forma a falce; per questo motivo l'anemia drepanocitica è anche detta anemia falciforme. Da un punto di vista patogenetico, è classificata fra le anemie da aumentata distruzione dei globuli rossi.
I sintomi legati alla condizione di solito iniziano a manifestarsi tra i 5 e i 6 mesi di età. Può svilupparsi un certo numero di problemi di salute, come ad esempio attacchi di dolore, anemia, infezioni batteriche e ictus. L'anemia drepanocitica è una anemia iperrigenerativa, caratterizzata da un elevato numero di reticolociti nel sangue periferico. Un dolore a lungo termine può svilupparsi con l'invecchiamento del paziente. La speranza di vita media nel mondo sviluppato è tra i 50 e i 70 anni.
L'anemia falciforme si verifica quando una persona eredita due copie anormali del gene dell'emoglobina, uno da ciascun genitore. Esistono diversi sottotipi, a seconda dell'esatta mutazione in ogni gene dell'emoglobina. Un individuo con una sola copia anomala non presenta di solito i sintomi e si dice che ha un "tratto falciforme" o "portatore". La diagnosi avviene tramite un esame del sangue e in alcuni Paesi è usuale testare tutti i bambini al momento della nascita. È possibile formulare una diagnosi anche durante la gravidanza.
Il trattamento delle persone con anemia falciforme può includere la prevenzione delle infezioni tramite la vaccinazione e l'uso di antibiotici, una elevata assunzione di liquidi, la supplementazione di acido folico e farmaci antidolorifici. Altre misure possono includere una trasfusione di sangue e la prescrizione di N-idrossiurea. Una ristretta percentuale di persone può essere curata ad età infantile grazie al trapianto di cellule del midollo osseo.
Nel 2013, circa 3,2 milioni di persone soffriva di anemia drepanocitica, mentre ulteriori 43 milioni presentavano il tratto falciforme. Si ritiene che circa l'80% dei casi di anemia falciforme si verifichi nell'Africa sub-sahariana. Si riscontra relativamente frequentemente in alcune parti dell'India, della penisola arabica e tra le persone di origine africana che vivono in altre parti del mondo. Sempre nel 2013 è stata la causa di 176 000 decessi, in aumento rispetto ai 113 000 registrati nel 1990. La prima descrizione medica della condizione fu pubblicata dal medico statunitense James Herrick nel 1910. Nel 1949 E. A. Beet e J. V. Neel hanno determinato l'origine genetica. Nel 1954 è stato descritto l'effetto protettivo contro la malaria del tratto falciforme.

## Epidemiologia
La più alta frequenza di casi di anemia falciforme si riscontra nelle regioni tropicali, in particolare nell'Africa sub-sahariana, nelle regioni tribali dell'India e del Medio Oriente. Con le consistenti migrazioni delle popolazioni autoctone di queste aree ad alta prevalenza in paesi a bassa prevalenza, come l'Europa, i casi sono drammaticamente aumentati negli ultimi decenni, e in alcuni paesi europei l'anemia falciforme ha ormai superato condizioni genetiche più familiari, come l'emofilia e la fibrosi cistica. Ciò ha causato, nel 2013, 176 000 decessi dovuti alla condizione, rispetto ai 113 000 registrati nel 1990.
L'anemia falciforme si verifica più comunemente tra le persone i cui antenati vivevano nelle regioni tropicali, sub-tropicali e sub-sahariane dove la malaria è o era comune. Dove la malaria è comune, essere portatori di un solo allele con la mutazione che porta all'anemia falciforme (tratto falciforme) conferisce un vantaggio selettivo, in altre parole i portatori sani di anemia falciforme mostrano sintomi meno gravi quando infettati con la malaria.

## Eziologia
Possono esistere omozigoti per il gene normale, che quindi non manifestano la patologia, e ci possono essere omozigoti per il gene mutato, quindi avere la malattia, e infine ci sono eterozigoti che hanno un allele mutato e l'altro allele normale: questi individui, durante la sintesi proteica, producono il 50% di emoglobina normale e l'altra metà con la catena β mutata. Questi individui in territori come l'Africa, in cui la malaria è presente, hanno una maggiore aspettativa di vita in quanto il Plasmodium falciparum, agente eziologico della malaria, che ha un ciclo di vita molto lungo e complesso, non riesce a riprodursi negli eritrociti dei soggetti portatori del gene mutato (sia omozigoti sia eterozigoti). Questo succede in quanto gli eritrociti contenenti l'emoglobina mutata E6V (l'acido glutammico in posizione 6, situato sulla superficie della catena beta, diventa una valina) hanno una emivita più breve degli eritrociti normali.

## Patogenesi
La malattia è causata da una mutazione puntiforme nel gene che codifica per la catena β dell'emoglobina, che determina la sostituzione dell'acido glutammico con una valina (GAG → GTG), che di conseguenza si traduce in una mutazione E6V. La sostituzione di un amminoacido idrofilo (acido glutammico, "Glu") con uno idrofobico (valina, "Val") abbassa la solubilità della proteina in configurazione deossigenata (la valina interagisce con un sito idrofobico posto tra le eliche E-F di una catena β di un'altra molecola di emoglobina); questo determina la precipitazione dell'emoglobina con formazione di fibrille nei globuli rossi e la caratteristica forma a falce di questi ultimi.
La falcizzazione dell'eritrocita non è costitutiva, ma si determina in particolari condizioni: ipossia, incremento dell'acidità, innalzamento della temperatura e presenza di acido 2,3-bisfosfoglicerico, tutte condizioni che si verificano nel microcircolo.

## Clinica
I soggetti omozigoti recessivi presentano quantità notevolmente più alte di emoglobina patologica e il loro quadro clinico è il più grave, caratterizzato da numerose crisi di falcizzazione. I soggetti eterozigoti producono meno del 50% di HbS e sono poco sintomatici (leggera anemia e astenia), o addirittura possono non mostrare alcun sintomo: è il caso dei cosiddetti portatori del «trait falcemico».

## Trattamento
Fino agli anni Settanta le uniche soluzioni terapeutiche per l'anemia drepanocitica erano la splenectomia (rimozione della milza) e delle continue trasfusioni per sostituire, anche se momentaneamente, i globuli rossi malati con altri sani. Parimenti, tutte le condizioni che portano a ipossia tissutale, con conseguente variazione del pH verso l'acido, vengono evitate attraverso il mantenimento di un corretto equilibrio acido-base. Occasionalmente, vasodilatatori vengono somministrati per evitare fenomeni di vasocostrizione che produrrebbero ipossia.
Nell'ultimo decennio, sono stati sperimentati composti induttori dell'emoglobina fetale (HbF). Il più usato è ancora la N-idrossiurea, che agisce attraverso la sua azione sulle istone-deacetilasi. Altri farmaci induttori usati sono:

### L'acido folico e la penicillina
Ai soggetti con anemia drepanocitica si raccomanda di assumere acido folico giornalmente per tutta la vita. Viene consigliato di somministrare, dalla nascita ai cinque anni di età, della penicillina al giorno a causa del sistema immunitario immaturo che rende i pazienti pediatrici più inclini a malattie della prima infanzia.

### Prevenzione della malaria
L'effetto protettivo della condizione nota come "tratto falciforme" non si applica alle persone con anemia falciforme conclamata; in realtà, essi sono più vulnerabili alla malattia, dal momento che è la causa più comune delle crisi dolorose nei Paesi malarici. È stato quindi suggerito che le persone con anemia falciforme che vivono nei paesi ad alta incidenza di malaria ricevano una chemioprofilassi antimalarica per tutta la vita.

### Crisi vaso-occlusiva
La maggior parte delle persone con anemia falciforme va incontro ad episodi intensamente dolorosi chiamati crisi vaso-occlusive. Tuttavia, la frequenza, la gravità e la durata di queste crisi variano enormemente. Le crisi dolorose vengono trattate in modo sintomatico con farmaci per il dolore; la gestione del dolore richiede la somministrazione di oppioidi a intervalli regolari fino a quando la crisi non è risolta. Per le crisi più lievi, un sottogruppo di pazienti riesce a gestirsi assumendo FANS (come il diclofenac o il naprossene). Per le crisi più gravi, la maggior parte dei pazienti richiede il ricovero ospedaliero per la somministrazione di oppioidi per via endovenosa; i dispositivi di analgesia controllata dal paziente sono comunemente utilizzati.

### Sindrome Toracica Acuta
La gestione è simile alla crisi vaso-occlusiva, con l'aggiunta di antibiotici (di solito un chinolone o macrolide), la supplementazione di ossigeno per ovviare all'ipossia e la stretta osservazione. Qualora vi fosse un peggioramento dell'infiltrato polmonare o aumenti la richiesta di ossigeno, sarebbe indicata una semplice trasfusione di sangue. Il paziente con sindrome toracica acuta sospetta deve essere ricoverato in ospedale.

### Idrossiurea
In uno studio del 1995, il primo farmaco approvato per il trattamento causale dell'anemia falciforme, l'idrossiurea, ha dimostrato di ridurre il numero e la gravità degli attacchi e ha dimostrato, in una ricerca del 2003, di essere in grado di allungare il tempo di sopravvivenza. Ciò viene ottenuto, in parte, riattivando la produzione dell'emoglobina fetale al posto della emoglobina S che causa l'anemia falciforme. L'idrossiurea era stato precedentemente utilizzato come agente chemioterapico e si teme che l'uso a lungo termine possa essere dannoso o mortale, ma questo rischio ha dimostrato di essere assente o molto piccolo ed è probabile che i benefici superino i rischi.

### Trasfusione di sangue
Le trasfusioni di sangue sono spesso utilizzate nella gestione dei casi acuti di anemia falciforme e per prevenire le complicanze grazie all'aggiunta di globuli rossi normali. Nei bambini, la terapia trasfusionale preventiva di globuli rossi ha dimostrato di ridurre il rischio del primo ictus o di un ictus silente, quando l'ecografia doppler transcranica mostra anomalie del flusso ematico cerebrale. In coloro che hanno subito un ictus si riduce anche il rischio di recidiva.

### Trapianto di midollo osseo
Il trapianto di midollo osseo si è dimostrato efficace nei bambini ed è l'unica cura conosciuta per la morte cardiaca improvvisa. Tuttavia, i trapianti sono difficili da ottenere a causa della specifica tipizzazione HLA necessaria. Idealmente, un parente stretto (allogenico) potrebbe donare il midollo osseo necessario per il trapianto, tuttavia dati gli ultimi avanzamenti nel campo detto è praticabile anche un tipo di trapianto di CSE da donatore familiare detto "aploidentico".